# Стереоизомерия
Стереоизомерията или пространствената изомерия в стереохимията е форма на изомерия, при която молекулите имат една и съща молекулна формула и последователност от свързани атоми (състав), но се различават по ориентацията на техните атоми в триизмерното пространство. Това контрастира със структурните изомери, които имат една и съща молекулна формула, но химичните връзки или техният ред се различават. По дефиниция молекулите, които са стереоизомери една с друга, представляват един и същ структурен изомер.

## Енантиомери
Енантиомерите, известни също като оптични изомери, са два стереоизомера, които са огледални образи един на друг, т.е. не съвпадат при наслагване. Човешките ръце са макроскопичен аналог на този феномен. Всеки стереогенен център в едната ръка има противоположната конфигурация в другата. Две съединения, които са енантиомери едно с друго, имат еднакви физични свойства, с изключение на посоката, в която въртят поляризираната светлина и как взаимодействат с различни оптични изомери на други съединения. В резултат на това различните енантиомери на едно химично съединение могат да имат съществено различни биологични ефекти. Чистите енантиомери също проявяват феномена на оптична активност и могат да бъдат разделени само с помощта на хирален агент. В природата присъства само един енантиомер на повечето хирални биологични съединения, като аминокиселини (с изключение на глицин, който е ахирален). Оптично активното съединение показва две форми: D -(+) форма и L -(-) форма.

## Диастереомери
Диастереомерите са стереоизомери, които не са свързани чрез операция на огледално отражение. Те не са огледални образи един на друг. Те включват мезосъединения, цис – транс изомери, EZ изомери и неенантиомерни оптични изомери. Диастереомерите рядко имат еднакви физични свойства. В примера, показан по-долу, мезоформата на винената киселина образува диастереомерна двойка с ляво- и с декстро-формата на винената киселина, които пък образуват енантиомерна двойка.
|                                                                                             |                                                                 |                     |
| (естествена) винена киселина L -винена киселина L -(+)-винена киселина ляво-винена киселина | D -винена киселина D -(-)-винена киселина дясно-винена киселина | мезовинена киселина |
| (1:1) DL -винена киселина „рацемична киселина“                                              |                                                                 |                     |

За разграничаване между L- и D- хиралните молекули може да се използва проекцията на Фишер. Например по дефиниция в проекцията на Фишер предпоследният атом въглерод на D-захарите се изобразява свързан с водород отляво и хидроксилна група отдясно. L-захарите ще бъдат показани с водород отдясно и хидроксилна група отляво.
D - и L - означението на изомерите по-горе не съвпада с означението d - и l -, което се среща по-често, което обяснява защо могат да изглеждат обърнати. Второто означение се отнася до оптичното въртене: когато се гледа източникът на светлина, въртенето на равнината на поляризация може да бъде или надясно (десновъртящо — d-въртеливо, представено с (+), по посока на часовниковата стрелка), или наляво (лявовъртящо — l-въртящ се, представено с (−), обратно на часовниковата стрелка) в зависимост от това кой стереоизомер е доминиращ. Например захарозата и камфорът са d-въртящи, докато холестеролът е l-въртящ.